# Ikioi Shōta
Ikioi Shōta (jap. 勢 翔太; * 11. Oktober 1986 in der Präfektur Osaka), eigentlich Toguchi Shōta (東口 翔太), ist ein japanischer Sumōringer in der Makuuchi-Division.

## Sumō-Karriere
Im Jahr 2005 begann Toguchi seine Karriere in dem Stall Isenoumi-beya im Alter von 18 Jahren. Seit seinem ersten professionellen Sumō-Turnier kämpft er unter dem Ringnamen Ikioi. Beim Nagoya Basho 2005 blieb er ungeschlagen (7-0), verlor jedoch am Ende das für den Gesamtsieg entscheidende Duell gegen den späteren Maegashira Daido. Durch diese erfolgreiche Bilanz schaffte Ikioi den schnellen Aufstieg in die Sandanme-Division. Dort gelang ihm sofort ein 6-1, welches jedoch nicht gleich zum nächsten Aufstieg ausreichte. Ein paar Monate später durfte Ikioi dann aber erstmals in Makushita antreten. Sein Debüt in der dritthöchsten Division verlief mit einer Bilanz von 5-2 zwar durchaus erfolgreich, die nächsten fünf Jahre verbrachte er dennoch ununterbrochen in Makushita. In diesem Zeitraum erzielte er nur ein einziges Mal mehr als fünf Siege in einem Turnier. Bei seinem 6-1 im September 2010 unterlag er dabei lediglich dem späteren Turniersieger Takayasu.
Ein Jahr später reichte Ikioi ein weiteres 5-2 für den Aufstieg in die Jūryō-Division. Obwohl er dort bei seinem Debüt nur den untersten Rang Jūryō 14 belegte, gelang ihm durch eine 12-3 Bilanz auf Anhieb der Turniersieg. Ein 10-5 im darauf folgenden Basho garantierte ihm einen Platz in der Makuuchi. Ikioi konnte sich in Makuuchi jedoch nicht gleich durchsetzen und wurde kurzzeitig in die Jūryō-Division zurückgestuft. Im September 2012 verpasste er nur knapp seinen zweiten Jūryō-Turniererfolg (Yusho). Eine Bilanz von 11-4 brachte ihn in das Playoff um den Titel, in welchem er sich jedoch dem späteren Komusubi Jōkōryū geschlagen geben musste. Die Rückkehr in die Makuuchi-Division war ihm dadurch sicher und er musste diese seitdem auch nicht wieder verlassen.
Im September 2013 hatte Ikioi erstmals den Rang des Maegashira 1 erreicht, hatte jedoch insbesondere in den Begegnungen mit den Ōzeki und den Yokozuna keinen Erfolg. Beim nächsten Turnier gelang ihm dann ein 11-4 als Maegashira 6, wofür ihm sein erster Kantō-shō überreicht wurde. Im Januar 2014 besiegte Ikioi zum ersten Mal in seiner Karriere einen Ōzeki (Kotoshōgiku), beendete das Turnier aber nur mit einer Bilanz von 6-9. Beim Natsu Basho 2014 gelang Ikioi zum zweiten Mal eine 11-4 Bilanz. Dabei stand er nach 13 Tagen bei 11-2 und verlor an den letzten beiden Tagen gegen die Sekiwake Gōeidō und Tochiōzan. Am Ende erhielt er dennoch zum zweiten Mal den Kantō-shō. Im September 2014 ging er als Maegashira 5 an den Start und schloss das Turnier mit 10-5 ab. Dabei schlug er zum wiederholten Mal Ōzeki Kotoshōgiku und auch den Makuuchi-Debütanten Ichinojō (13-2), welcher ansonsten nur gegen Yokozuna Hakuhō verlor. Daraufhin wurde Ikioi erstmals zum Komusubi befördert, sein Debüt in den San’yaku-Rängen endete jedoch mit einem Make-koshi (6-9).
Zu Beginn des Jahres 2015 erlebte er einen Tiefpunkt mit einer katastrophalen Bilanz von 1-14, wodurch er auf den Rang eines Maegashira 13 abrutschte. Aufgrund eines 10-5 im Mai dieses Jahres schaffte er die Rückkehr in die oberen Maegashira-Ränge. Diese war jedoch nur von kurzer Dauer, da Ikioi in Nagoya mit einem 2-13 ein weiteres schwaches Resultat ablieferte. Im September 2015 ging er daher lediglich als Maegashira 12 an den Start und erzielte ein starkes 11-4 Ergebnis. Seine 10-1 Bilanz nach elf Tagen wurde dabei durch Niederlagen gegen die höherrangigen Yoshikaze, Tochinoshin und Kotoshōgiku getrübt. Am Ende wurde ihm dennoch der Kantō-shō verliehen (zum dritten Mal in seiner Karriere).

## Kampfstatistik
| Jahr | Hatsu (Januar)         | Haru (März)            | Natsu (Mai)            | Nagoya (Juli)         | Aki (September)        | Kyushu (November)      |
| ---- | ---------------------- | ---------------------- | ---------------------- | --------------------- | ---------------------- | ---------------------- |
| 2005 |                        | Maezumo                | Jonokuchi 22 West 4-3  | Jonidan 122 Ost 7-0 D | Sandanme 98 West 6-1   | Sandanme 37 Ost 5-2    |
| 2006 | Sandanme 9 West 3-4    | Sandanme 21 West 5-2   | Makushita 56 Ost 5-2   | Makushita 35 Ost 3-4  | Makushita 46 Ost 4-3   | Makushita 37 West 4-3  |
| 2007 | Makushita 29 Ost 3-4   | Makushita 40 Ost 4-3   | Makushita 36 Ost 4-3   | Makushita 28 West 3-4 | Makushita 37 Ost 3-4   | Makushita 49 Ost 3-4   |
| 2008 | Makushita 57 Ost 5-2   | Makushita 35 West 3-4  | Makushita 44 West 3-4  | Makushita 54 Ost 4-3  | Makushita 43 Ost 3-4   | Makushita 53 West 5-2  |
| 2009 | Makushita 37 West 4-3  | Makushita 30 West 4-3  | Makushita 23 West 4-3  | Makushita 18 Ost 3-4  | Makushita 25 Ost 2-5   | Makushita 41 Ost 4-3   |
| 2010 | Makushita 35 Ost 5-2   | Makushita 25 Ost 3-4   | Makushita 30 West 5-2  | Makushita 22 West 4-3 | Makushita 14 West 6-1  | Makushita 2 West 3-4   |
| 2011 | Makushita 5 Ost 3-4    | abgesagt               | Makushita 8 West 3-4   | Makushita 8 West 4-3  | Makushita 3 Ost 5-2    | Juryo 14 Ost 12-3 Y    |
| 2012 | Juryo 3 Ost 10-5       | Maegashira 14 W 5-10   | Juryo 2 Ost 8-7        | Maegashira 16 Ost 7-8 | Juryo 1 Ost 11-4 D     | Maegashira 10 Ost 9-6  |
| 2013 | Maegashira 5 West 8-7  | Maegashira 3 West 4-11 | Maegashira 9 West 9-6  | Maegashira 5 Ost 9-6  | Maegashira 1 West 5-10 | Maegashira 6 West 11-4 |
| 2014 | Maegashira 2 West 6-9  | Maegashira 4 West 7-8  | Maegashira 5 West 11-4 | Maegashira 1 Ost 5-10 | Maegashira 5 West 10-5 | Komusubi 1 West 6-9    |
| 2015 | Maegashira 2 West 1-14 | Maegashira 13 Ost 8-7  | Maegashira 10 Ost 10-5 | Maegashira 3 Ost 2-13 | Maegashira 12 Ost 11-4 |                        |